# Харьянто, Рио
Ри́о Харья́нто (индон. Rio Haryanto; род. 22 января 1993, Суракарта, Центральная Ява) — индонезийский автогонщик, пилот Формулы-1.

## Биография
Спонсоры гоночной карьеры - несколько индонезийских компаний: среди них крупнейшая авиакомпания страны Garuda Indonesia и нефтегазовая компания Pertamina.
Харьянто начал гоночную карьеру с картинговых соревнований: в 2006—2008 годах участвовал сначала в крупных азиатиских соревнованиях, а затем и на мировых стартах (в 2008 году стал пятым на большом финале Rotax Max Challenge Junior).
В 2008 году дебютировал в большом автоспорте — благодаря большой спонсорской поддержке выступая сразу в нескольких восточноазиатских первенствах на машинах с открытыми колёсами. К концу сезона выиграл гонки в трёх из четырёх чемпионатов, где выступал. Через год стал выступать в Европе и Австралии. Основное усилие было сделано на тихоокеанском первенстве Ф-БМВ, где одержав шесть побед, Харьянто стал победителем личного зачёта.
В 2010 году Харьянто перебрался в Европу. В серии GP3 провёл полный сезон, одержав одну победу и заняв пятое место в личном зачёте. Также участвовал в еврокубке Ф-Рено 2.0 и различных гонках Ф3. Был водителем-испытателем в одной из команд «Формулы-1».[какой?] Через год программа сократилась — к полному сезону в GP3 добавились старты в Auto GP и GP2. В 2012 году выступал в GP2. В этой серии он также выступал на протяжении следующих трёх лет.
В 2016 году Харьянто дебютировал в «Формуле-1» в составе команды Manor Racing. За 12 этапов сошёл с трассы трижды, финишируя почти всегда последним. Лучшим результатом стало 15-е место в Монако. После Гран-при Германии он был уволен из команды вследствие того, что обещанное финансирование от правительства Индонезии так и не поступило. Место его было занято Эстебаном Оконом.

## Статистика результатов
| 2008 | Азиатская Ф-Рено Challenge          | Asia Racing Team                | 10         | 1          | 2          | 2          | 160        | 6-й        |
| 2008 | Азиатская Ф-Рено 2.0. Shanghai Expo | Asia Racing Team                | 2          | н/д        | н/д        | 1          |            |            |
| 2008 | Тихоокеанская Ф-БМВ                 | Pacific Racing                  | 5          | 0          | 0          | 0          | 0          | НК         |
| 2008 | Ф-Азия 2.0                          | Asia Racing Team                | 13         | 1          | 2          | 1          | 121        | 3-й        |
| 2009 | Азиатская Ф-Рено Challenge          | Asia Racing Team                | 2          | 0          | 0          | 0          | 48         | 11-й       |
| 2009 | Тихоокеанская Ф-БМВ                 | Team Meritus                    | 15         | 2          | 6          | 6          | 250        | 1-й        |
| 2009 | Европейская Ф-БМВ                   | Scuderia Coloni                 | 2          | 0          | 0          | 0          | 0          | НК         |
| 2009 | Австралийская Ф3 (класс National A) | PHR Scuderia                    | 2          | 1          | 1          | 0          | 28         | 11-й       |
| 2009 | Австралийская Ф3 (класс Gold Star)  | Astuti Motorsport               | 2          | 0          | 0          | 0          | 18         | 8-й        |
| 2010 | Еврокубок Ф-Рено 2.0                | Team Firstair                   | 2          | 0          | 0          | 0          | 0          | НК         |
| 2010 | Британская Ф3                       | CF Racing with Manor Motorsport | 6          | 0          | 0          | 0          | 0          | НК         |
| 2010 | F3 Masters                          | CF Racing with Manor Motorsport | 1          | 0          | 0          | 0          |            | 10-й       |
| 2010 | Гран-при Макао Ф3                   | Räikkönen Robertson Racing      | 1          | 0          | 0          | 0          |            | НФ         |
| 2010 | GP3                                 | Manor Racing                    | 16         | 0          | 0          | 1          | 27         | 5-й        |
| 2010 | Формула-1                           | Virgin F1                       | тест-пилот | тест-пилот | тест-пилот | тест-пилот | тест-пилот | тест-пилот |
| 2011 | GP3                                 | Manor Racing                    | 16         | 0          | 1          | 2          | 31         | 7-й        |
| 2011 | Auto GP                             | DAMS                            | 12         | 1          | 2          | 1          | 82         | 7-й        |
| 2011 | GP2 Final                           | Manor Racing                    | 2          | 0          | 0          | 0          | 0          | НК         |
| 2012 | GP2                                 | Carlin                          | 22         | 1          | 1          | 0          | 36         | 14-й       |
| 2013 | GP2                                 | Addax Team                      | 22         | 0          | 0          | 0          | 22         | 19-й       |
| 2014 | GP2                                 | Caterham Racing                 | 22         | 0          | 0          | 0          | 28         | 15-й       |
| 2015 | GP2                                 | Campos Racing                   | 21         | 0          | 1          | 3          | 138        | 4-й        |
| 2016 | Формула-1                           | Manor Racing                    | сезон идёт | сезон идёт | сезон идёт | сезон идёт | сезон идёт | сезон идёт |

### «Формула-1»
| Легенда к таблице |                                                                    |
| --- | ------------------------------------------------------------------ |
| В таблице перечислены результаты всех Гран-при Формулы-1, в которых принимал участие гонщик. Строками таблицы являются сезоны, столбцами — этапы чемпионата мира. В каждой клетке указаны сокращённое название этапа и результат, дополнительно обозначенный цветом. Расшифровка обозначений и цветов представлена в нижеследующей таблице. |                                                                    |
| \| Пример \| Описание \| \| ------------ \| ------------------------------------------------------------------ \| \| 1 \| Победитель \| \| 2 \| Второе место \| \| 3 \| Третье место \| \| 5 \| Финишировал, заработав очки \| \| Сход \| Не финишировал, но при этом заработал очки \| \| 12 \| Финишировал, не получив очков \| \| НКЛ \| Финишировал, но не попал в финальную классификацию \| \| 15 \| Участвовал вне зачёта, либо по отдельной классификации \| \| 18 \| Не финишировал, но попал в финальную классификацию \| \| Сход \| Не финишировал \| \| НКВ \| Не прошёл квалификацию \| \| НПКВ \| Не прошёл предквалификацию \| \| ДСК \| Дисквалифицирован \| \| ИСК \| Исключён из протокола соревнований \| \| ТТ \| Заявлен для участия только в тренировках \| \| НС \| Участвовал в квалификации, но не стартовал в гонке \| \| Т \| Травмирован или болен \| \| ОТК \| Отказ от участия \| \| НТР \| Прибыл на соревнования, но на трассу не выезжал \| \| НПР \| Был заявлен в числе участников, но не прибыл к началу соревнований \| \| О \| Соревнования отменены \| \| \| Не участвовал \| \| Поул-позиция \| \| \| Быстрый круг \| \| |                                                                    |
| Пример | Описание                                                           |
| 1 | Победитель                                                         |
| 2 | Второе место                                                       |
| 3 | Третье место                                                       |
| 5 | Финишировал, заработав очки                                        |
| Сход | Не финишировал, но при этом заработал очки                         |
| 12 | Финишировал, не получив очков                                      |
| НКЛ | Финишировал, но не попал в финальную классификацию                 |
| 15 | Участвовал вне зачёта, либо по отдельной классификации             |
| 18 | Не финишировал, но попал в финальную классификацию                 |
| Сход | Не финишировал                                                     |
| НКВ | Не прошёл квалификацию                                             |
| НПКВ | Не прошёл предквалификацию                                         |
| ДСК | Дисквалифицирован                                                  |
| ИСК | Исключён из протокола соревнований                                 |
| ТТ | Заявлен для участия только в тренировках                           |
| НС | Участвовал в квалификации, но не стартовал в гонке                 |
| Т | Травмирован или болен                                              |
| ОТК | Отказ от участия                                                   |
| НТР | Прибыл на соревнования, но на трассу не выезжал                    |
| НПР | Был заявлен в числе участников, но не прибыл к началу соревнований |
| О | Соревнования отменены                                              |
| | Не участвовал                                                      |
| Поул-позиция |                                                                    |
| Быстрый круг |                                                                    |

| Сезон | Команда           | Шасси       | Двигатель                      | Ш | 1        | 2      | 3      | 4        | 5      | 6      | 7      | 8      | 9      | 10       | 11     | 12     | 13  | 14  | 15  | 16  | 17  | 18  | 19  | 20  | 21  | Место | Очки |
| ----- | ----------------- | ----------- | ------------------------------ | - | -------- | ------ | ------ | -------- | ------ | ------ | ------ | ------ | ------ | -------- | ------ | ------ | --- | --- | --- | --- | --- | --- | --- | --- | --- | ----- | ---- |
| 2016  | Manor Racing Team | Manor MRT05 | Mercedes PU106C Hybrid 1,6 V6T | P | АВС Сход | БАХ 17 | КИТ 21 | РОС Сход | ИСП 17 | МОН 15 | КАН 19 | ЕВР 18 | АВТ 16 | ВЕЛ Сход | ВЕН 21 | ГЕР 20 | БЕЛ | ИТА | СИН | МАЛ | ЯПО | США | МЕК | БРА | АБУ | 24    | 0    |